# Balch (inslagkrater)
Balch is een inslagkrater op Venus. Balch werd in 1994 genoemd naar de Amerikaanse academicus en Nobelprijswinnaar Emily Greene Balch (1867-1961), hoewel hij oorspronkelijk de Somerville-krater genoemd werd.
De krater heeft een diameter van 40 kilometer en bevindt zich in het quadrangle Beta Regio (V-17). Deze krater is een van de weinige voorbeelden van tektonisch gewijzigde kraters op Venus. Ongeveer de helft van de krater bestaat uit een vallei. De afwezigheid van dergelijke kraters wijst op een mogelijke stopzetting van tektonische vervorming op Venus op een bepaald moment in de geschiedenis.